# Isla As Salama
Isla As Salama (también escrito como As Salamah; Isla Quoin; o Isla Gran Quoin) es una isla que pertenece a Omán considerada el tradicional "punto de paso", utilizado por los barcos para definir la entrada o salida desde el Golfo Pérsico. Una vez que un barco declara una posición más allá de la isla las tarifas del seguro de la nave irán en aumento. 
La Isla Quoin de Omán, no debe ser confundida con la isla del mismo nombre de Yemen, que se encuentra en el Mar Rojo y también tiene un faro, o con la Isla de Quoin en el Estrecho de Torres de Australia, ninguna de los cuales son puntos de paso.